# Kailash Purryag
Kailash Purryag, nato Rajkeswur Purryag (Camp Fouquereaux, 12 dicembre 1947 – Port Louis, 21 giugno 2025), è stato un politico mauriziano.

## Biografia
Fu Presidente di Mauritius dal luglio 2012 al maggio 2015.
Dal luglio 2005 al luglio 2012 fu Presidente dell'Assemblea nazionale. In questo ruolo fu preceduto da Prem Ramnah e succeduto da Razack Peeroo. Dal dicembre 1997 al settembre 2000 fu Vice-Primo ministro di Mauritius con Navin Ramgoolam alla guida del Governo.